# Juri Frischer
Juri Frischer (12 februari 1984) is een Estisch voetbalscheidsrechter. Hij werd vanaf 2016 opgenomen door FIFA en UEFA en fluit sindsdien internationale wedstrijden. Hij is ook actief in de UEFA Youth League.
Op 30 juni 2016 maakte Fischer zijn debuut in Europees verband tijdens een wedstrijd tussen SP La Fiorita en Debreceni VSC in de UEFA Cup. De wedstrijd eindigde op 0–5.
Zijn eerste interland floot hij op 21 maart 2019 toen Cyprus won met 5–0 tegen San Marino.

## Interlands
| Datum         | Plaats          | Wedstrijd           | Uitslag | Competitie           | Kreeg geel | Kreeg voor de tweede keer geel en dus rood | Weggestuurd |
| ------------- | --------------- | ------------------- | ------- | -------------------- | ---------- | ------------------------------------------ | ----------- |
| 21 maart 2019 | Nicosia, Cyprus | Cyprus – San Marino | 5 – 0   | EK 2020 kwalificatie | 0          | 0                                          | 0           |

Laatste aanpassing op 21 maart 2019